# Dreyfus Point
Der Dreyfus Point (englisch; spanisch Cabo Dreyfus, in Argentinien Cabo Scesa) ist eine Landspitze auf der Westseite Johannes-Paul-II.-Halbinsel der Livingston-Insel im Archipel der Südlichen Shetlandinseln. Sie ragt 0,8 km südwestlich des Kudoglu Point in die Barclay Bay hinein.
Chilenische Wissenschaftler benannten sie nach Iván Dreyfus Viera, Ingenieur der Fuerza Aérea de Chile und Teilnehmer an der 3. Chilenischen Antarktisexpedition (1948–1949). Der weitere Hintergrund der argentinischen Benennung ist nicht überliefert.